# Harvey Cohen
Harvey R. Cohen (* 13. September 1951 in Boston; † 14. Januar 2007 in Agoura Hills) war ein US-amerikanischer Film- und Fernsehkomponist sowie Orchestrator.

## Leben und Wirken
Cohen schrieb vor allem Musiken zu Fernsehserien sowie Fernseh- und Videoproduktionen. Dazu gehören der Disney-Zeichentrickfilm Belles zauberhafte Welt (Belle's Magical World, 1998) und die Serien Batman (1992), Aladdin (1994), Casper (1996), Superman (1996) und Batman und Robin (The New Batman Adventures, 1997).
Cohen wurde vor allem als Orchestrator beschäftigt. So leitete er die Aufnahmen zu Filmmusiken wie Charlie – Alle Hunde kommen in den Himmel (All Dogs Go to Heaven, 1989), Hudson Hawk – Der Meisterdieb (1991), Robin Hood – König der Diebe (Robin Hood: Prince of Thieves, 1991), Die nackte Kanone 33⅓ (Naked Gun 33⅓: The Final Insult, 1994), South Park: Der Film – größer, länger, ungeschnitten (South Park: Bigger Longer & Uncut, 1999), Der Patriot (The Patriot, 2000), King Kong (2005) und Mission: Impossible III (2006).
Harvey Cohen verstarb, nachdem er schon sein Leben lang Herzprobleme hatte und schon in jungen Jahren einen ersten Infarkt erlitt, an einem Herzinfarkt.